# Real Murcia Club de Fútbol 2012-2013
Questa voce raccoglie le informazioni riguardanti il Real Murcia Club de Fútbol nelle competizioni ufficiali della stagione 2012-2013.

## Rosa
| N. |                      | Ruolo | Calciatore       |
| -- | -------------------- | ----- | ---------------- |
| 1  | Spagna (bandiera)    | P     | Alberto          |
| 2  | Spagna (bandiera)    | D     | Mario Marín      |
| 5  | Spagna (bandiera)    | D     | Jorge García     |
| 6  | Spagna (bandiera)    | D     | Óscar Sánchez    |
| 8  | Tunisia (bandiera)   | C     | Mehdi Nafti      |
| 9  | Spagna (bandiera)    | A     | Chando           |
| 10 | Spagna (bandiera)    | C     | Javier Matilla   |
| 11 | Spagna (bandiera)    | C     | Francisco Sutil  |
| 12 | Argentina (bandiera) | C     | Nicolás Martínez |

| N. |                      | Ruolo | Calciatore       |
| -- | -------------------- | ----- | ---------------- |
| 14 | Argentina (bandiera) | D     | Mauro dos Santos |
| 15 | Spagna (bandiera)    | C     | José Acciari     |
| 16 | Spagna (bandiera)    | A     | Saúl Berjón      |
| 17 | Spagna (bandiera)    | A     | Kike             |
| 18 | Spagna (bandiera)    | C     | Miguel Albiol    |
| 19 | Spagna (bandiera)    | C     | Emilio Sánchez   |
| 20 | Spagna (bandiera)    | D     | Catalá           |
| 23 | Argentina (bandiera) | A     | Cristian García  |
| 25 | Spagna (bandiera)    | P     | Javi Jiménez     |